# ドウェイン・チェンバース
ドウェイン・アントニー・チェンバース（Dwain Anthony Chambers、1978年4月5日 - ）は、アフロ・カリビアンの出自を持つイギリスの短距離走選手である。国際大会で数多くのメダルを獲得し、ヨーロッパ最速選手の一人でもある。主な出場種目は100メートル競走であり、イギリスの選手としては5番目に早い記録を持っている。また、60メートル走（6秒42）と4×100mリレー（37秒73）のヨーロッパ記録も保持している。2003年にはドーピングを理由に2年間の出場停止処分を受けた。
チェンバースは100メートル走で10秒06のジュニア世界記録を樹立するなど、将来を有望視された選手だった。1999年の世界選手権では銅メダルを獲得し、シドニーオリンピックにも出場した。どちらの大会でもヨーロッパ選手の中で最高の成績を残した。2001年にはイギリスのトップスプリンターに成長し、10秒の壁をエドモントン世界選手権で2度破った。2002年にヨーロッパ王者と記録保持者になったが、2003年10月、禁止薬物のクリア（THG）を使用したことにより、2年間の出場停止とオリンピックからの追放処分を受けた。
チェンバースは2006年6月に陸上競技へ復帰した。2006年のヨーロッパ選手権では、4×100mリレーで金メダルを獲得した。NFLヨーロッパのハンブルク・シーデビルズやラグビーリーグのカッスルフォード・タイガーズなどでほかのスポーツにも挑戦した。短距離走者としての成功は、2008年世界室内陸上競技選手権での銀メダルと、2009年ヨーロッパ室内陸上競技選手権での金メダル、2010年世界室内陸上競技選手権での優勝が挙げられる。チェンバースはオリンピック、コモンウェルスゲームズ、多くのヨーロッパでの大会に出場できない状態にある。2009年には自伝の Race Against Me を出版した。
2012年4月30日、スポーツ仲裁裁判所は、「過去にドーピング違反した選手を五輪代表に選出しない」とする英国オリンピック委員会の規定が、世界反ドーピング機関の統一基準に反するとの裁定を下し、チェンバースに五輪出場の可能性が広がった。

## 自己ベスト
| 種目 | 記録             | 年月日        | 場所       | 備考                                     |
| 屋外 | 屋外             | 屋外          | 屋外       | 屋外                                     |
| ---- | ---------------- | ------------- | ---------- | ---------------------------------------- |
| 100m | 9秒97 (+0.2m/s)  | 1999年8月22日 | セビリア   | イギリス歴代5位 元23歳未満ヨーロッパ記録 |
| 200m | 20秒31 (-0.6m/s) | 2001年7月22日 | ロンドン   |                                          |
| 室内 |                  |               |            |                                          |
| 50m  | 5秒69            | 2000年2月13日 | リエヴァン |                                          |
| 60m  | 6秒42            | 2009年3月7日  | トリノ     | 元ヨーロッパ記録                         |
| 200m | 21秒10           | 2000年2月9日  | ピレウス   |                                          |

## 主な戦績
| 年   | 大会                               | 場所             | 種目    | 結果    | 記録          | 備考                                          |
| ---- | ---------------------------------- | ---------------- | ------- | ------- | ------------- | --------------------------------------------- |
| 1995 | ヨーロッパジュニア選手権           | ニーレジハーザ   | 100m    | 優勝    | 10秒41 (-0.9) |                                               |
| 1995 | ヨーロッパジュニア選手権           | ニーレジハーザ   | 4x100mR | 優勝    | 39秒43 (1走)  |                                               |
| 1996 | 世界ジュニア選手権                 | シドニー         | 100m    | 5位     | 10秒47 (+1.0) |                                               |
| 1996 | 世界ジュニア選手権                 | シドニー         | 4x100mR | 7位     | 40秒32 (4走)  |                                               |
| 1997 | ヨーロッパジュニア選手権           | リュブリャナ     | 100m    | 優勝    | 10秒06 (+2.0) | ジュニア世界記録                              |
| 1997 | ヨーロッパジュニア選手権           | リュブリャナ     | 4x100mR | 優勝    | 39秒62        |                                               |
| 1998 | ヨーロッパ室内選手権               | バレンシア       | 60m     | 準決勝  | 6秒66         |                                               |
| 1998 | ヨーロッパ選手権                   | ブダペスト       | 100m    | 2位     |               |                                               |
| 1998 | ヨーロッパ選手権                   | ブダペスト       | 4x100mR | 予選    | 38秒47 (4走)  | 1組1着 (予選のみ出場)                         |
| 1998 | IAAFワールドカップ                 | ヨハネスブルグ   | 100m    | 3位     | 10秒03 (-0.2) |                                               |
| 1998 | IAAFワールドカップ                 | ヨハネスブルグ   | 4x100mR | 優勝    | 38秒09 (4走)  |                                               |
| 1998 | コモンウェルスゲームズ             | クアラルンプール | 100m    | 準決勝  | 10秒18        |                                               |
| 1998 | コモンウェルスゲームズ             | クアラルンプール | 4x100mR | 優勝    | 38秒20        | 大会記録                                      |
| 1999 | 世界選手権                         | セビリア         | 100m    | 3位     | 9秒97 (+0.2)  |                                               |
| 1999 | 世界選手権                         | セビリア         | 4x100mR | 2位     | 37秒73 (4走)  | ヨーロッパ記録                                |
| 2000 | オリンピック                       | シドニー         | 100m    | 4位     | 10秒08 (-0.3) |                                               |
| 2000 | オリンピック                       | シドニー         | 4x100mR | 予選    | DQ (4走)      | 失格                                          |
| 2001 | 世界選手権                         | エドモントン     | 100m    | 4位     | 9秒99 (-0.2)  |                                               |
| 2001 | 世界選手権                         | エドモントン     | 200m    | 2次予選 | 20秒60 (-1.4) | 4組5着                                        |
| 2001 | 世界選手権                         | エドモントン     | 4x100mR | 予選    | DNF (1走)     | 途中棄権                                      |
| 2001 | グッドウィルゲームズ               | ブリスベン       | 100m    | 優勝    | 10秒11        |                                               |
| 2001 | グッドウィルゲームズ               | ブリスベン       | 4x100mR | 優勝    | 38秒71 (4走)  |                                               |
| 2002 | コモンウェルスゲームズ             | マンチェスター   | 100m    | 失格    | DQ            |                                               |
| 2002 | ヨーロッパ選手権                   | ミュンヘン       | 100m    | 失格    | DQ            |                                               |
| 2002 | ヨーロッパ選手権                   | ミュンヘン       | 4x100mR | 失格    | DQ            |                                               |
| 2002 | IAAFグランプリファイナル           | パリ             | 100m    | 失格    | DQ            |                                               |
| 2002 | IAAFワールドカップ                 | マドリード       | 100m    | 失格    | DQ            |                                               |
| 2003 | 世界選手権                         | パリ             | 100m    | 失格    | DQ            |                                               |
| 2003 | 世界選手権                         | パリ             | 4x100mR | 失格    | DQ            |                                               |
| 2003 | IAAFワールドアスレチックファイナル | モナコ           | 100m    | 失格    | DQ            |                                               |
| 2006 | ヨーロッパ選手権                   | ヨーテボリ       | 100m    | 7位     | 10秒24 (+1.3) |                                               |
| 2006 | ヨーロッパ選手権                   | ヨーテボリ       | 4x100mR | 優勝    | 38秒91 (1走)  |                                               |
| 2006 | IAAFワールドカップ                 | アテネ           | 4x100mR | 2位     | 38秒45 (1走)  | ヨーロッパ大陸代表                            |
| 2008 | 世界室内選手権                     | バレンシア       | 60m     | 2位     | 6秒54         | 自己ベスト                                    |
| 2009 | ヨーロッパ室内選手権               | トリノ           | 60m     | 優勝    | 6秒46         |                                               |
| 2009 | 世界選手権                         | ベルリン         | 100m    | 6位     | 10秒00 (+0.9) |                                               |
| 2009 | 世界選手権                         | ベルリン         | 200m    | 1次予選 | DNS           | 棄権                                          |
| 2010 | 世界室内選手権                     | ドーハ           | 60m     | 優勝    | 6秒48         | 最年長金メダリスト記録 最年長メダリスト記録   |
| 2010 | ヨーロッパ選手権                   | バルセロナ       | 100m    | 5位     | 10秒18 (-1.0) |                                               |
| 2011 | ヨーロッパ室内選手権               | パリ             | 60m     | 2位     | 6秒54         |                                               |
| 2011 | 世界選手権                         | 大邱             | 100m    | 準決勝  | DQ            | 失格                                          |
| 2012 | 世界室内選手権                     | イスタンブール   | 60m     | 3位     | 6秒60         | 最年長メダリスト記録 最年長ファイナリスト記録 |
| 2012 | ヨーロッパ選手権                   | ヘルシンキ       | 4x100mR | 決勝    | DNF (2走)     | 途中棄権                                      |
| 2012 | オリンピック                       | ロンドン         | 100m    | 準決勝  | 10秒05 (+1.0) | 2組4着                                        |
| 2012 | オリンピック                       | ロンドン         | 4x100mR | 予選    | DQ (2走)      | 失格                                          |
| 2013 | ヨーロッパ室内選手権               | ヨーテボリ       | 60m     | 予選    | 6秒78         |                                               |
| 2013 | 世界選手権                         | モスクワ         | 100m    | 準決勝  | 10秒15 (+0.4) | 2組6着                                        |
| 2013 | 世界選手権                         | モスクワ         | 4x100mR | 決勝    | DQ (4走)      | 失格                                          |
| 2014 | 世界室内選手権                     | ソポト           | 60m     | 6位     | 6秒53         | 最年長ファイナリスト記録                      |
| 2014 | 世界リレー                         | ナッソー         | 4x100mR | 3位     | 38秒19 (4走)  |                                               |
| 2014 | ヨーロッパ選手権                   | チューリッヒ     | 100m    | 4位     | 10秒24 (-0.4) | 最年長ファイナリスト記録                      |